# 伊拉斯特斯·姆温查
伊拉斯特斯·姆温查 (Erastus J.O. Mwencha，1947年11月15日) 是一名肯尼亚外交官，前任东部和南部非洲共同市场秘书长，现任非洲联盟委员会副主席，2008年2月6日当选。
他已婚并有三个孩子。